# Гірська міська рада
Гірська́ міська́ ра́да — адміністративно-територіальна одиниця та орган місцевого самоврядування в Попаснянському районі Луганської області. Адміністративний центр — місто Гірське.

## Загальні відомості
- Територія ради: 14,44 км²
- Населення ради: 9970 осіб (станом на 2015 рік)[1]
- Територією ради протікає річка Нижня Біленька

## Історія
7 жовтня 2014 року Верховна Рада України змінила межі Попаснянського району Луганської області, збільшивши територію району у тому числі за рахунок передачі 1324,00 гектарів земель Гірської міської ради (в тому числі територію міста Гірське).
8 вересня 2016 року Верховна Рада України змінила межі міста Гірського, збільшивши його територію на 327,0 гектара земель за рахунок передачі до його складу 327,0 гектара земель, що знаходяться у віданні Голубівської сільської ради Попаснянського району (у тому числі територію села Оріхового)

## Населені пункти
Міській раді підпорядковані населені пункти:
- м. Гірське
- с. Оріхове

## Склад ради
Рада складається з 30 депутатів та голови.
- Голова ради: Вольвач Василь Петрович
- Секретар ради: Ковальова Тетяна Василівна

### Керівний склад попередніх скликань
| ПІБ                     | Основні відомості                                                                                  | Дата обрання | Дата звільнення |
| ----------------------- | -------------------------------------------------------------------------------------------------- | ------------ | --------------- |
| Вольвач Василь Петрович | Міський голова, 1951 року народження, освіта середня спеціальна, член Комуністичної партії України | 26.03.2006   | 31.10.2010      |
| Вольвач Василь Петрович | Міський голова, 1951 року народження, освіта середня спеціальна, член Партії регіонів              | 31.10.2010   |                 |

Примітка: таблиця складена за даними джерела

### Депутати
За результатами місцевих виборів 2010 року депутатами ради стали:

#### За суб'єктами висування
| Суб'єкт висування                                       | Кількість обраних депутатів | %    |
| ------------------------------------------------------- | --------------------------- | ---- |
| Партія регіонів                                         | 23                          | 76,7 |
| Комуністична партія України                             | 5                           | 16,7 |
| Політична партія Всеукраїнське об'єднання «Батьківщина» | 1                           | 3,3  |
| Політична партія «Сильна Україна»                       | 1                           | 3,3  |

#### За округами
| № округу                                                | Прізвище, ім'я, по батькові       | Дата визнання обраним | Освіта  | Партійна приналежність                  | Відомості про обраного депутата                                               |
| ------------------------------------------------------- | --------------------------------- | --------------------- | ------- | --------------------------------------- | ----------------------------------------------------------------------------- |
| Комуністична партія України                             |                                   |                       |         |                                         |                                                                               |
| б/м                                                     | Шиян Анатолій Іванович            | 04.11.2010            | вища    | член Комуністичної партії України       | пенсіонер                                                                     |
| б/м                                                     | Подтуркін Станіслав Григорович    | 04.11.2010            | середня | член Комуністичної партії України       | пенсіонер                                                                     |
| б/м                                                     | Калембер Олександр Васильович     | 04.11.2010            | середня | член Комуністичної партії України       | пенсіонер                                                                     |
| б/м                                                     | Соколенко Валентина Олександрівна | 04.11.2010            | вища    | член Комуністичної партії України       | пенсіонер                                                                     |
| 13                                                      | Калембер Микола Олександрович     | 03.11.2010            | середня | член Комуністичної партії України       | Шахта «Гірська» ДП"Первомайськ-вугілля", гірничій майстер                     |
| Партія регіонів                                         |                                   |                       |         |                                         |                                                                               |
| б/м                                                     | Чернишов Геннадій Борисович       | 04.11.2010            | вища    | член Партії регіонів                    | пенсіонер                                                                     |
| б/м                                                     | Кузовлева Лідія Данилівна         | 04.11.2010            | вища    | член Партії регіонів                    | пенсіонер                                                                     |
| б/м                                                     | Денисенко Віктор Іванович         | 04.11.2010            | вища    | член Партії регіонів                    | фізична особа-підприємець                                                     |
| б/м                                                     | Тернових Лідія Яковлівна          | 04.11.2010            | вища    | член Партії регіонів                    | фізична особа-підприємець                                                     |
| б/м                                                     | Царицанський Сергій Васильович    | 04.11.2010            | вища    | член Партії регіонів                    | Гірська школа мистецтв, директор                                              |
| б/м                                                     | Юріков Анатолій Гнатович          | 04.11.2010            | вища    | член Партії регіонів                    | ВП «Шахта Гірська» ДП "Первомайськвугілля, начальник дільниці                 |
| б/м                                                     | Дроздова Галина Олексіївна        | 04.11.2010            | вища    | член Партії регіонів                    | Гірська міська рада, директор ВУЖКХ                                           |
| б/м                                                     | Скотаренко Любов Степанівна       | 04.11.2010            | вища    | член Партії регіонів                    | Первомайська однопрофільна міська лікарня № 2, лікар                          |
| б/м                                                     | Кунченко Лілія Олександрівна      | 04.11.2010            | вища    | член Партії регіонів                    | Гірська загальноосвітня школа І-ІІ ст. № 15, вчитель                          |
| б/м                                                     | Сичов Юрій Олександрович          | 04.11.2010            | вища    | член Партії регіонів                    | ВП «Шахта Гірська» ДП "Первомайськвугілля, тесляр                             |
| 1                                                       | Вольвач Людмила Василівна         | 03.11.2010            | вища    | член Партії регіонів                    | Гірська школа-інтернат, вихователь                                            |
| 2                                                       | Косенко Ніна Федорівна            | 03.11.2010            | вища    | член Партії регіонів                    | пенсіонер                                                                     |
| 3                                                       | Нестеренко Олена Олександрівна    | 03.11.2010            | вища    | член Партії регіонів                    | ВП "Шахта Гірська"ДП"Первомайськв угілля", заступник головного бухгалтера     |
| 4                                                       | Ковальова Тетяна Василівна        | 03.11.2010            | вища    | член Партії регіонів                    | Гірська міськарада, секретар ради                                             |
| 5                                                       | Волошин Юрій Іванович             | 03.11.2010            | вища    | член Партії регіонів                    | ВП "ШахтаГірська"ДП"Первомайськвугілля", електрослюсар підземний              |
| 6                                                       | Пєнкіна Тетяна Вікторівна         | 03.11.2010            | вища    | член Партії регіонів                    | Гірська міська рада, головний бухгалтер                                       |
| 7                                                       | Мельничук Вікторія Зіновіївна     | 03.11.2010            | вища    | член Партії регіонів                    | Гірська загальноосвітн я школа І-ІІ ст.№ 15, вчитель                          |
| 8                                                       | Сова Світлана Георгіївна          | 03.11.2010            | вища    | член Партії регіонів                    | ВП "Шахта Гірська"ДО"Первомайськвугілля", бухгалтер дитячого садка"Джерельце" |
| 9                                                       | Видиш Віктор Васильович           | 03.11.2010            | середня | член Партії регіонів                    | ВП "Шахта Гірська"ДП"Первомайськвугілля", голова НПГ                          |
| 10                                                      | Недбай Лідія Пилипівна            | 03.11.2010            | вища    | член Партії регіонів                    | Гірська міська рада, головний бухгалтер                                       |
| 11                                                      | Кузовлев Ігор Володимирович       | 03.11.2010            | вища    | член Партії регіонів                    | ВП "ШахтаГірська"ДП"Первомайськвугілля", раздатник ВМ                         |
| 14                                                      | Сердюченко Галина Олександрівна   | 03.11.2010            | середня | член Партії регіонів                    | Гірська загапьноосвітн я школа І-ІІ ст.№ 15, педагог-організатор              |
| 15                                                      | Сафаралієв Олег Гудратович        | 03.11.2010            | вища    | член Партії регіонів                    | фізична особа-підприємець                                                     |
| Політична партія Всеукраїнське об'єднання «Батьківщина» |                                   |                       |         |                                         |                                                                               |
| 12                                                      | Андрєєва Лілія Миколаївна         | 03.11.2010            | середня | позапартійна                            | тимчасово не працює                                                           |
| Політична партія «Сильна Україна»                       |                                   |                       |         |                                         |                                                                               |
| б/м                                                     | Яченко Андрій Миколайович         | 04.11.2010            | вища    | член Політичної партії «Сильна Україна» | приватний підприємець                                                         |